# Référendum de 2020 sur la restriction des référendums en Arkansas
Un Référendum de 2020 sur la restriction des référendums a lieu le 3 novembre 2020 en Arkansas. La population est amenée à se prononcer sur un amendement constitutionnel d'origine parlementaire, dite Question 3, visant à restreindre les possibilités de mise à référendum d'une proposition de loi ou d'un amendement constitutionnel d'initiative populaire ou parlementaire.

## Contenu
L'amendement contient plusieurs modifications restreignant l'usage des référendums. Il impose aux référendums d'initiative populaire que la moitié des signatures proviennent d'au moins 45 comtés au lieu de 15 seulement auparavant, et que les signatures soient réunies avant le 15 juillet de chaque année électorale au lieu de quatre mois avant les élections. Les élections ayant toujours lieu en novembre, cette conditions revient à réduire de cinq mois le délai de collecte. L'amendement supprime également la possibilité pour les collectes de signatures de disposer d'un délai supplémentaire de trente jours si celle ci ont atteinte 75 % du total exigé au moment de l'expiration du délai de base. Une date limite est fixée au 15 avril de chaque année électorale pour le dépôt d'un recours judiciaire contre un référendum, contre aucun délai auparavant. Enfin, le vote d'une mise à référendum d'un amendement d'origine parlementaire par un vote des deux chambres du parlement est fixé à une majorité qualifiée de 60 % du total des membres, contre la majorité absolue auparavant.

## Résultats
| Choix                     | Votes | %   |
| ------------------------- | ----- | --- |
| Pour                      |       |     |
| Contre                    |       |     |
|                           |       |     |
| Votes valides             |       |     |
| Votes blancs et invalides |       |     |
| Total                     |       | 100 |
| Abstention                |       |     |
| Inscrits/Participation    |       |     |

| Pour (50,00 %)   |  |  | Contre (50,00 %) |
| ▲                |  |  |                  |
| Majorité absolue |  |  |                  |